# ماريون ويلسون (قاتل)
ماريون ويلسون (بالإنجليزية: Marion Wilson)‏ هو قاتل ‏ أمريكي، ولد في 20 يوليو 1976 في برونزويك في الولايات المتحدة، وتوفي في 20 يونيو 2019 في جاكسون في الولايات المتحدة بسبب حقنة قاتلة.